# Panoráma Világklub
A Panoráma Világklub 2003. október 23-án alakult Budapesten, s az évek során egy világméretű, értékközpontú, harmonikus együttműködésen alapuló, baráti civilközösséggé szerveződött. Amely - egyfajta szellemi hídként - kapcsolatait egyfelől a Kárpát-medence magyarsága és a világba szétszóratott honfitársaink között szervezi, másfelől megszólítja és bekapcsolja a Világklub-hálózatba Magyarország és a magyarság iránt rokonszenvet érző, érdeklődő, barátságot ápoló idegen népek, nemzetek fiait is. Ezáltal nem csak Magyarország és a nagyvilág, hanem a társklubok révén a különböző országok, népek egymás közötti kapcsolatainak kialakítását is elősegíti.
Ezek a harmonikusan együttműködő, kisebb-nagyobb létszámú közösségek készek a magyar értékek és teljesítmények felmérésére, bemutatására és közvetítésére, Magyarország jó hírnevének erősítésére szerte a nagyvilágban, befogadva más népek, nemzetek értékeit, kultúráját is.
A klubhoz csatlakozók hisznek a jóban, az igazban, a szépben és készek tenni értékeink megmaradásáért és térhódításáért. A közösségek szellemiségét alapvetően nemzeti, polgári, konzervatív és keresztény értékek képezik. Mindenféle megkülönböztetéstől mentesen, pártoktól, társadalmi szervezetektől és politikai csoportosulásoktól függetlenül tevékenykednek. E gondolatkör mellé kívánják állítani a társadalmi, a kulturális, a szociális, az üzleti élet, a média, a sport, valamint a karitatív és a civilszféra jeles személyiségeit, közösségeit és mindazokat, akik fontosnak tartják a cselekvést az összmagyarság érdekében. 

## Társklubok rendszere
2017 végére több mint 230 társklub alakult, átölelve öt kontinens több mint kilencven országát, államát. A társklubok mintegy egyharmada Magyarországon (a megyékben, a régiókban, a fővárosban és más városokban, településeken), határainkon túl pedig mintegy kétharmaduk indult útjára. Különböző rendszerességgel tartanak összejöveteleket, érdeklődés szerinti fórumokat, konferenciákat, kulturális és szórakoztató rendezvényeket.
Kiemelkedő eseményük 2011-től – számos társ- és partnerszervezettel együttműködve- az évente, minden év májusában megrendezendő Magyar Világtalálkozó eseménysorozata, amelynek egyik kiemelt programja az a díszünnepség, amelyen egy kulturális gálaműsor keretében közéleti-, művészeti- és különféle civilelismerések kerülnek átadásra. Az eseményeket, s a kapcsolódó rendezvényeket számos magyarországi városban, településen tartják, s a résztvevők száma sok ezer hazai és külhoni személy. A VIII. Magyar Világtalálkozó eseménysorozatának megrendezésére 2018. május 12-21. között kerül sor.

## Kommunikáció
Saját újság: a Panoráma világmagazin (American Hungarian Panorama worldvide magazin). Honlapjai: www.vilagklub.hu; www.vilagtalalkozo.hu, a panoramavilagklub.com; magyarságszolgálat.com
Facebook oldalak: https://www.facebook.com/Vil%C3%A1gklub-1057219270981513/;+https://www.facebook.com/vilagtalalkozo/
You Tube: https://www.youtube.com/watch?v=JLt0S5gJi5Q&feature=youtu.be
Hírlevél: mintegy 50 ezres címlistával.
A klubok munkáját számos hazai és külhoni médium segíti.

## A Panoráma Világklub célja, üzenete és jelmondata
Cél: Határokon átívelő kapcsolatteremtés és együttműködés
Üzenet: összefogásunk és a teljesítményeink által legyünk ismertek a világban
Mottó: Határtalan összefogás értékeinkért

## A Panoráma Világklub feladatai
1. Magyar-magyar, és nemzetközi kapcsolatok kialakítása és együttműködés
a/ A Kárpát-medence és a nagyvilágba szétszóratott magyarság közötti kapcsolatok, együttműködések, kialakítása és ápolása; különös figyelemmel a mai kivándorló ifjúságra és a külföldről a Kárpát-medencébe hazatelepültekre;
b/ Baráti országok, más népek, nemzetek tagjaival, közösségeivel történő kapcsolatok létrehozása, egymás kultúrájának megismerése és népszerűsítése, a jó hírnév erősítése, kölcsönös előnyökön nyugvó együttműködés kialakítása;
c/ Városok, falvak önkormányzatai, vagy különféle közösségei között létrejövő együttműködési lehetőségek kialakítása, szorgalmazva a partnervárosi kapcsolatok megteremtését a mai igényekhez igazodó tartalommal.
2. Magyar értékek népszerűsítése, gyűjtése
a/ Adott működési területen a magyarság létszámának, összetételének, közösségeinek, magyarországi kötődéseinek feltérképezése, felmérése, vizsgálata - különös figyelemmel a mai kivándorló ifjúságra, és a külföldről Magyarországra hazatelepültekre;
b/ Bárhol a világon a magyarság által létrehozott értékek népszerűsítése, gyűjtése, amely értékeket az egyetemes magyar kultúra részének tekintjük;
c/ A magyar nyelv és kultúra népszerűsítése, jelenlétének és megmaradásának erősítése.
3. Hazavárunk programok
Megkeressük és megszólítjuk a külföldön élő, dolgozó, tanuló honfitársainkat, jelezve, hogy várja (visszavárja) őket Magyarország:
a/ Munkásságuk, tapasztalatuk Magyarországon, s a magyarság körében történő hasznosítási lehetőségeinek bemutatása, ösztönzése; az idősebb korúak körében a hazatelepülés segítése;
b/ Az ifjúsági világklubok alakításával, különféle programokkal, rendezvényekkel, igényeiknek megfelelő magyarországi üzleti, társasági kapcsolatok kialakításával („agyvisszaszívás”„home coming).
4. Kommunikációs hálózat működtetése
a/ Széles körű információs kapcsolat működtetése, adatbázis készítése a Világklub-hálózat közreműködésével- a Magyarok a nagyvilágban című portrékönyv (Akik által a világ előbbre haladt), és a Világcímtár (Globe Directory) információinak folyamatos bővítése, megjelentetése az újságban, a honlapokon;
b/ Széles körű médiakapcsolatok - megteremtve a saját tájékoztatás csatornáit (újság: Panoráma magazin, honlapok, hírlevél, könyvkiadás, internet, hazai és külföldi médiakapcsolatok.

## Rendezvények
1. Helyi, regionális Világklub-rendezvények - kulturális, gazdasági, tudományos, művészeti, karitatív, idegenforgalmi, szociális, sport stb. igény szerint (a klubok politikai tartalmú rendezvényt nem szerveznek).
a/ A helyi klubösszejövetelek gyakoriságát, témaköreit,programjait a helyi vezetőség határozza meg.
b/ A világklubok az adott település eseményeinek szervezésében is közreműködhetnek, ehhez társulhatnak.
c/ Sor kerülhet különféle speciális érdeklődésű rendezvényekre, (pl. kiállítás, könyvbemutató, konferencia stb).
2. Magyar Világtalálkozó - rendezvénysorozat
Évente Budapesten és más településeken – a társrendezőkkel és Világklubokkal együtt rendezendő- több napos eseménysorozat, amely a határokon átívelő, sokszínű és kölcsönös előnyökre építő kapcsolatteremtés és együttműködés fesztivál jellegű rendezvénye. A legszélesebb témakörökben tartanak konferenciákat, nyújtanak programokat, a szervezők által felépített Világfaluban pedig a magyar-magyar kapcsolatok kialakítására, elmélyítésére és más népek kultúrájának megismerésére, a velük történő kapcsolat kialakítására is lehetőség nyílik. A találkozón kerül átadásra A Világ Magyarságáért közéleti és művészeti díj, a Tiszteletbeli Magyar elismerés, s a Világklub nívódíja, az Összefogás a Magyarságért Díj. Első alkalommal 2011-ben Balatonlellén, majd 2012-ben, 2013-ban, 2014-ben, 2015-ben és 2016-ban és 2017-ben Budapest számos helyszínén, Ópusztaszeren, Szegeden, Aranyosapátiban és több városban, településen került megrendezésre.
3. Magyarsághíd konferenciák
Kapcsolatkialakítás és együttműködés céljából – egyfajta szellemi hídépítés- a Kárpát-medence magyarsága és a világba szétszóratott honfitársaink, valamint Magyarország barátai között. Fő gondolata: mit tehetünk Magyarországért, hogyan lobbizhatunk nemzeti értékeinkért az élet legkülönfélébb területein.
4. Magyarságismereti Szabadegyetem
Tematikus előadássorozat, amely a magyarság széles körű értékeit öleli fel, neves előadók, szaktekintélyek tolmácsolásában. Fontosabb témakörök: a határon túli magyarság helyzete és kapcsolata az anyaországgal; magyar értékeink, történelmünk, kultúránk, művészetünk, irodalmunk, magyarságunk, egészségünk, életmódunk, vallásunk, nemzeti nagyjaink, hírességeink stb.
5. Nemzetközi találkozók, körutak (roadshow)
Különböző érdeklődésű és összetételű csoportok, szervezetek, cégek országos vagy világ körüli utjai, speciális tartalmú programok keretében partnerségi kapcsolatok, együttműködések kialakítása céljából. Különös tekintettel a magyar értékek, hungarikumok, a kultúra, művészet, a turizmus, a gazdasági-üzleti együttműködések, vállalkozások, az egészségügy, a kutatások a találmányok, s a jótékonysági kezdeményezések témaköreire.
6. Világklub-vezetők találkozói
A Világklub-hálózat vezetői megismerkednek egymás munkájával, tevékenységével, megbeszélik a tartalmi és formai együttműködésének tapasztalatait és feladatait. Alkalmanként szűkebb körű megbeszélésekre, értekezletekre is sor kerül.
7. Magyar Világbálok
A magyarság határokon átívelő báli szokásait, hivatott átörökíteni valamennyi nemzedék számára, tisztelegve, viseletbeli hagyományaink, kultúránk és gasztronómiánk előtt, erősítve a magyarság határtalan összetartozását.

## A Világklub fórumrendszere
A Panoráma Világklub keretében - érdeklődési körök, igények alapján- különféle Fórumok működnek, illetve jönnek létre
1. Karitatív Fórum - a Világklub kiemelt szerepet szán a különféle karitatív, jótékonysági célú tevékenységekre:
- adományokat gyűjt a nehéz sorban élő gyermekeknek, a rászorultaknak; segíti a gyermekvédelem munkáját;
- részt vesz a világbéke, s az emberi jogok melletti elkötelezettséget szorgalmazó kezdeményezésekben.
2. Művészeti Galéria - Magyarország és a világba szétszéledt magyar alkotóművészek közötti „művészeti híd”, más nemzetek alkotóival történő kapcsolatteremtés, nemzetközi művésztalálkozó, szakmai együttműködés, közös kiállítás, alkotótáborok, aukciók stb. szervezése céljából jött létre. Önálló kezdeményezésű projektjei: a Nívó Világgaléria Gyűjtemény, a Világok Virága monumentális közös festmény, a Békepaletta.
3. Életmód Fórum - az egészség megőrzésének, a betegségek megelőzésének, a test-lélek-szellem harmóniája megteremtésének fontosságára kívánja felhívni a figyelmet. Az egészséges életmód, életvitel hazai és nemzetközi tapasztalatainak hasznosítása, a gyógyítás és az öngyógyítás érdekében tevékenykedik.
4. Üzleti Fórum (Business Fórum) - a kapcsolatteremtés és együttműködés lehetőségét kínálja azoknak, akik elősegítik a magyar értékek, termékek, szolgáltatások, találmányok, technológiák stb. térhódítását és üzleti sikerét világszerte. Nyitott a külföldi országok termékeinek, szolgáltatásainak magyarországi és más országokban történő megismertetése iránt. Országonként, régióként Üzleti Tanácsokat (fórumokat, képviseleteket) hoz létre.
5. Párbeszéd Fórum 
- a Társadalmi Párbeszéd Fórum időszerű, nagy horderejű társadalmi, gazdasági, közéleti kérdések megvitatása, neves előadók, szaktekintélyek közreműködésével, civilfórum keretében – elsősorban a Magyar Világtalálkozók rendezvénysorozatában, a Közép-Európai Club Pannónia Közhasznú Egyesület együttműködésével.
- a Vallások Párbeszéde Fórum – a Világklub keretén belül a különféle vallások civilszemélyeinek baráti beszélgetése, a hit kölcsönös tisztelete, a békesség és az erőszakmentes világ megteremtése érdekében;
6. Irodalmi Fórum - a Világklub-tagság körében az irodalommal, a nyelvvel foglalkozók társulása az alkotók műveinek megismerése, népszerűsítése céljából. Könyvbemutatókon, irodalmi esteken, felolvasó délutánokon, egyéb rendezvényeken népszerűsítik alkotásaikat, a magyar irodalom klasszikus értékeit, mai műveit 
7. Világutazók Fóruma -, a nemzetközi utazás előnyeinek kiaknázása; a világjárók utazási élményeinek közreadása, kedvező utazási lehetőségek feltárása;
8. Média Fórum - a Világklub kapcsolatrendszerében tevékenykedő, e szellemiséggel rokonszenvező újságírók, rádiós, televíziós internetes szakemberek nemzetközi együttműködése érdekében tevékenykedik. Bemutatják, népszerűsítik Magyarország, a nemzet értékeit, teljesítményeit, a Világklub szervezeteinek, személyeinek munkáját (Világklub Arcképcsarnok). Működteti a Világklub honlapjait, információkat szolgáltat más médiumok részére
9. Turisztikai (Idegenforgalmi) Fórum - az idegenforgalom, a turizmus területén a csereüdülés a Világklub-kapcsolatok közreműködésével. A világban szétszórtan élő magyarok és az itthonról turistaként felkerekedő honfitársak közötti kapcsolatfelvételt, a vendégszeretet ápolását szolgálja.
10. Tánckör – a Világklub tagok körében a táncolni, szórakozni vágyók csoportját öleli fel, ők szervezik a különböző zenés, táncos összejöveteleteket, a programok során bemutatkoznak a különböző táncműfajok képviselői is.
11. Partnervárosok Fóruma - a Világklub-hálózat keretében létrejövő nemzetközi kapcsolatok elősegítésére, városok, települések, önkormányzatok közötti együttműködési lehetőségek, fórumok rendezése céljából jött létre. Azzal a szándékkal, hogy a kölcsönös érdekek mentén a Világklubok szorosabbá, érdemibbé tegyék együttműködésüket.
12. Tudóskör - a tudományos élet szereplőinek nemzetközi csoportosulása, együttműködése, előadásai Magyarország és a nagyvilág gazdasági, műszaki, történelmi kérdéseiről – elsősorban a Magyar Világtalálkozók rendezvénysorozata keretében, a Báthory-Brassai konferenciasorozat jegyében.
13. Rendezvényszervező Iroda (PARI) - a Világklub kulturális rendezvényeit, programjait és ez irányú együttműködéseit segíti, célja a magyar kultúra népszerűsítése, más népek, nemzetek kultúrájának, hagyományainak megismerése a társklub-közösségek közreműködésével.
14. Gasztro Fórum - célkitűzése, a magyar konyha bemutatása, a vendéglátás kultúrájának megismertetése, a világ gasztronómián keresztül történő körbeutazása. A Panoráma Világklub fórumaihoz hasonlóan, rendezvényekkel összehozva a téma iránt érdeklődő tagságot.
15. Wass Albert Tisztelőinek Társasága (WATT) - az író művei iránt érdeklődőket és a szellemi örökségét tovább vivőket fogja össze; irodalmi rendezvényeket, eseményeket, kiállításokat, előadásokat, konferenciákat, felolvasóesteket tartanak; kezdeményezik emlékhelyek, köztéri alkotások, szobrok, alkotások létrehozását, utcák, terek elnevezését; kiadványok, könyvek, cd-ék, információs füzetek, szórólapok stb. megjelentetését.

## A Világklub-hálózat története, szervezeti-személyi rendje
A Panoráma Világklub az 1999 óta megjelenő Panoráma világmagazin (American Hungarian Panorama) tudósítói-szervezői hálózatából sarjadt, s a Magyarságszolgálati Alapítvány (2006-tól) irányításával és számos más szervezet (társadalmi, civil-, önkormányzat, intézmény, cég stb.) közreműködésével, széles körű regionális magyarországi és külhoni hálózata révén valósítja meg célkitűzéseit. Központi rendezvényeit Budapesten tartja. Nevét az ötletadó és kezdeményező alapító-elnökétől, dr. Tanka Lászlótól kapta, aki a Magyar Világtalálkozó elnöke, s az MSZA kuratóriumi elnöke. A Világklub szakmai, társadalmi, kapcsolati munkáját Tanácsadói Testület segítheti. Széles körű tevékenységét érdeklődés szerinti rétegcsoportok, Fórumok látják el.

## A Társklubok (tagklubok) működése, vezetői
A Társklubok (tagklubok) – a Kárpát-medencében és a nagyvilágban egyaránt tevékenykednek, s elnevezésükben viselik a helyszín nevét, (ország, állam, régió, megye, város, falu stb.). Az ifjúsági korosztály részére szervezendő klubok elnevezésükben is viselik az ifjúsági jelzőt. A Társklubok egymással harmonikus – nem hierarchikus!- kapcsolatban állnak, együttműködnek („Világklub-bokrok”) közös rendezvények, programok, tervek, pályázatok stb. létrehozásában és megvalósításában, s ezt Partneri együttműködési megállapodás keretében írásban is rögzíthetik.
A Társklubok élén az elnök áll, e tisztségre az alapító elnök kéri fel írásban, megbízólevél átadásával. E tisztségből a felkérő hívhatja vissza. Az elnök munkáját tiszteletbeli elnök, társelnök, alelnök, ügyvezető és titkár is segítheti, ezek személyét az alapító-elnök és az adott társklub elnöke közösen határozzák meg, s kérik fel e tisztség betöltésére. A Magyarországon kívül létrejövő Társklubokkal való kapcsolattartást a magyarországi társelnökök segítik, koordinálják.
Bármely tisztséget csak olyan Világklub-tagsággal rendelkező személy tölthet be, aki:
- köztiszteletben áll, feddhetetlen előéletű, a magyarság ügye iránt elkötelezett;
- a Világklub-tagság és a vezetők bizalmát élvezi;
- politikai szervezetben (pártban), politikai jellegű csoportosulásban nem tölt be vezetői tisztséget.

A működés finanszírozása: a Panoráma Világklub és társklubjai teljes anyagi önállósággal és felelősséggel működnek. A rendezvényeken a helyi Világklub vezetőségének döntése alapján a közösség működését támogató adomány kérhető vagy belépődíj szedhető. A működés költségeinek fedezésére pályázati, szponzori, támogatói lehetőségek igénybe vehetők. A Világklubok vezetői munkájukat önkéntesen, tiszteletdíj nélkül, önzetlenül végzik.

## Kiket várunk a Világklubba?
- azokat a honfitársakat és szerveződéseiket, akik a nemzet iránt elkötelezetten keresik a kulturális, gazdasági, baráti kapcsolatokat egymással és a határon túl élőkkel, a Magyarország iránt barátságot ápoló népekkel;

- azokat a magyar, magyar származású személyeket, szervezeteiket, akik kötődnek, kapcsolatot kívánnak kialakítani az anyaországgal, s befogadó országuk kapcsolatait is fontosnak tartják az óhaza számára hasznosítani;
- a mai kivándorló ifjúságot: a külföldön élő, tartózkodó, ott dolgozó, tanuló, a magyarság hírnevét pozitívan képviselő ifjabb korosztályt, akik Magyarországhoz való kötődésüket,a nemzeti jövőképet fontosnak tartják;
- mindazon külföldi állampolgárokat, akik a népek, nemzetek közötti, kölcsönös érdekeken nyugvó együttműködést szorgalmazzák, jó hírünket erősítik; kiemelt figyelmet kapnak a korábban Magyarországon tanult külföldi állampolgárságú diákok, s szerveződéseik.

## A Világklub-tagság formái
Rendes tag - az a személy, vagy szervezet, közösség, aki/amely elfogadja a Világklub célkitűzéseit, ennek szellemében vesz részt a rendezvényeken, s érvényes klubtagsági igazolvánnyal rendelkezik.
Tiszteletbeli tag - bárhol a világon élő, a magyarság ügye iránt elkötelezett személy, intézmény, közösség, szervezet, aki, vagy amely példamutató hozzáállással segíti az összefogást és összetartozást reprezentáló Világklubokat.
Örökös tag- azon személyek/közösségek lehetnek, akik/amelyek a Világklub határon túli összefogása és működése iránt hosszú távon elkötelezettek és ezt az éves tagsági díj többszörös (tízszeres) befizetésével teszik maradandóvá.

## A Világklub-tagság tartalma
1. A Panoráma Világklub valamennyi rendezvényére (e-mailben) rendszeresen kap meghívót, azon részt vehet;
2. Tagja lehet a Fórumoknak, tekintettel a csoportok működésének szabályaira;
3. Előadást, bemutatót tarthat a Világklub-rendezvényeken;
4. A Világklub közreműködésével szervezett hazai és külföldi utakon, rendezvényeken részt vehet;
5. A Világklub által alapított elismerésekre, díjakra jelölést tehet, illetve jelölt lehet;
6. A tagsági díj tartalmazza adott időszakra a Panoráma magazin megjelenő lapszámait;
7. A Világtalálkozók belépőjegyeinek vásárlásánál kedvezményben részesülhet;
8. A Világklub-hálózattal együttműködő szolgáltatóknál kedvezmény igénybevételére jogosult;
9. A Panoráma-könyvek, kiadványok vásárlásánál, hirdetésnél kedvezményben részesül;
10. Az adott időszakra érvényes Tagsági igazolványt kap, egyéb tájékoztatók, kiadványok állnak rendelkezésére.

## Elismerések, díjak
1. A Világ Magyarságáért közéleti és művészeti díjak - a Világtalálkozó Szervezőbizottsága döntése alapján - a Világklubok és a társrendezők, valamint az együttműködő szervezetek javaslatára- azon személyek/közösségek kaphatják, akiknek az összmagyarság nemzettudatának és összefogásának erősítése érdekében kiemelkedő a munkássága; megköszönve, hogy hozzájárulnak a magyarság szellemi örökségének gazdagításához szerte a nagyvilágban.
2. A Tiszteletbeli Magyar elismerés - A Világtalálkozó Szervezőbizottsága döntése alapján - a Világklubok és a társrendezők, valamint az együttműködő szervezetek javaslatára - azon nem magyar származású, külföldi állampolgárságú személyek kapják, akik Magyarország és a magyarság javára végeznek értékes közösségi munkát, elősegítik a népek, nemzetek közötti együttműködést;
3. Összefogás a Magyarságért Díj - A Világtalálkozó Szervezőbizottsága döntése alapján - a Világklubok és a társrendezők, valamint az együttműködő szervezetek javaslatára - azon személyek/közösségek kapják, akik a Világklub-hálózat létrehozásában és működtetésében, kapcsolatainak kialakításában, a Magyar Világtalálkozók szervezésében önzetlen munkájukkal kimagasló szerepet töltenek be.
4. Karitatív Díj - Karitatív Békedíj – a határokon átívelő, népek, nemzetek közötti barátságot ápoló, a béke és békesség fontosságának üzenetét népszerűsítő példaértékű tevékenységért - a Világklubok és az együttműködő szervezetek javaslatára- ítéli oda a Panoráma Világklub alapító elnöke.
5. Díszoklevél – a Panoráma Világklub alapító elnöke és az adott társklub elnöke adományozza azon személyek/közösségek részére, akik a helyi Világklub-életben meghatározó szerepet töltenek be, példamutatóan segítik a közösség munkáját, aktívan részt vesznek a programok, rendezvények szervezésében.